# A Touch of Love (film 1969)
A Touch of Love è un film drammatico del 1969 diretto da Waris Hussein, basato sul romanzo L'ostacolo di Rosamund  della scrittrice britannica Margaret Drabble che è anche autrice della sceneggiatura.
È stato presentato in concorso alla 19ª edizione del Festival di Berlino.

## Trama
Rosamund Stacey è una giovane londinese che trascorre i suoi giorni studiando per il dottorato al British Museum e le notti cercando di evitare l'attenzione sessuale degli uomini. Tutto cambia quando conosce l'anchorman George Matthews e dopo il secondo incontro scopre di essere incinta. Dopo un fallito tentativo di aborto Rosamund decide di avere il figlio, ritrovandosi in un solitario e talvolta scoraggiante percorso attraverso la gravidanza e la maternità, aiutata solo dall'amica Lydia.

## Produzione
Il film segna il debutto cinematografico di Waris Hussein, regista britannico di origine indiana attivo fino ad allora solo in televisione.
Il produttore americano Max Rosenberg, co-fondatore della Amicus Productions e specializzato soprattutto in film horror (tra cui Le cinque chiavi del terrore, La bambola di cera e Il giardino delle torture diretti da Freddie Francis), decise con questo film di esplorare altri territori e opzionò i diritti del romanzo di Margaret Drabble per 1.000 sterline. In seguito ha dichiarato che A Touch of Love è stato il miglior film che la Amicus abbia mai prodotto.
Il titolo del romanzo, The Millstone (traducibile come La palla al piede), un ironico riferimento all'inattesa gravidanza che la protagonista si trova ad affrontare mentre tenta di completare il suo dottorato, avrebbe dovuto essere anche il titolo del film ma fu considerato inadatto e poco commerciale.
Negli Stati Uniti è stato distribuito con il titolo Thank You All Very Much, il commento sarcastico che la protagonista rivolge a un gruppo di studenti di medicina dopo che hanno studiato a lungo il suo caso, senza mai parlare con lei o fare riferimento a lei come una persona.

## Distribuzione
Dopo l'anteprima al Festival di Berlino, il film è stato distribuito negli Stati Uniti dal 18 agosto 1969 e nel Regno Unito dal mese di settembre.

### Date di uscita
- USA (Thank You All Very Much) - 18 agosto 1969
- Regno Unito (A Touch of Love) - settembre 1969
- Danimarca (Et strejf af kærlighed) - 14 maggio 1970
- Irlanda (A Touch of Love) - 26 giugno 1970
- Messico (Muchas gracias a todos) - 19 febbraio 1971
- Giappone (愛のふれあい) - 11 novembre 1972
- Ungheria (Malomkő) - 1 febbraio 1973

## Accoglienza
Il co-produttore Milton Subotsky ha affermato che il film non fu un successo al box office, ma dal momento che era stato venduto ai distributori per una cifra superiore al suo costo, la produzione riuscì comunque a trarne profitto.

### Critica
Il film ottenne buone recensioni alla sua uscita. Sulla rivista Variety fu evidenziata in particolare la performance di Sandy Dennis, «perfetta nel trasmettere la straordinaria forza interiore che aiuta il suo personaggio a vincere contro l'ostilità o l'indifferenza di società e famiglia».
L'interpretazione di Ian McKellen, all'epoca già acclamato attore di teatro, fu elogiata da Roger Greenspun del New York Times, secondo il quale l'attore conferisce al suo personaggio «il giusto grado di docile e timida eleganza» e da Cecil Wilson del Daily Mail che lo giudicò «una promessa anche per il cinema».